# NGC 6908
NGC 6908 é uma galáxia espiral (S) localizada na direcção da constelação de Capricornus. Possui uma declinação de -24° 48' 10" e uma ascensão recta de 20 horas, 25 minutos e 09,0 segundos.
A galáxia NGC 6908 foi descoberta em 24 de Setembro de 1864 por Albert Marth.